# Epilobium dodonaei
Epilobium dodonaei är en dunörtsväxtart som beskrevs av Dominique Villars. Epilobium dodonaei ingår i släktet dunörter, och familjen dunörtsväxter. Inga underarter finns listade i Catalogue of Life.

## Bildgalleri

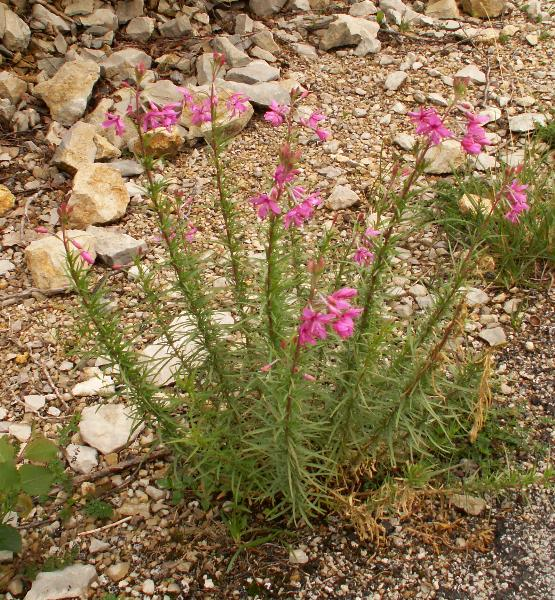